# Corridos de muerte
Corridos de muerte è il primo album in studio del gruppo musicale statunitense Asesino, pubblicato nel 2002 dalla Kool Arrow.

## Descrizione
Si tratta di un disco molto potente e veloce tra il grindcore e il death metal. A caratterizzarne in modo particolare il suono è la chitarra a 8 corde utilizzata da Dino Cazares. Nei brani si parla di morte, violenza, perversione, e droga.

## Tracce
1. Asesino – 2:21
2. Rey de la selva – 2:39
3. Despedazando muertos – 2:47
4. Secuestro nuestro – 3:14
5. Amor marrano – 2:46
6. Luchador violador – 1:52
7. El patrón mandó – 2:03
8. Cyko matón – 2:28
9. Carnicero – 2:41
10. Chota sucia – 2:42
11. Donde está mi vorte – 2:19
12. La ejecución – 4:42
13. Corrido del asesino – 4:13

## Formazione
- Asesino – chitarra
- Maldito X – voce, basso
- Sadístico – batteria